# Microbirrificio
Per microbirrificio si intende un'azienda che produce birra che però non viene consumata nei locali attigui a quelli di produzione. La birra viene imbottigliata, venduta al di fuori per poi essere consumata e/o venduta in pub, ristoranti o negozi.
La definizione di “microbirrificio”, secondo la Confederazione Nazionale dell’Artigianato e della Piccola e Media Impresa (CNA), si basa su tre diversi criteri e prende spunto dalla definizione americana della Brewers Association per il concetto di “craft brewery”.
I tre criteri sono i seguenti:
1. Indipendenza legale ed economica da qualsiasi birrificio, stabilita sulla base di appositi criteri individuati con decreto del Ministero dell'economia e delle finanze, di concerto con il Ministero dello sviluppo economico;
2. utilizzo di impianti fisicamente distinti da quelli di qualsiasi altro birrificio;
3. produzione annua non superiore ai 200.000 ettolitri.

È necessario specificare che la definizione di microbirrificio è stata avanzata da Unionbirrai e CNA insieme al disegno di legge per la ridefinizione del settore brassicolo, che punta proprio a diversificare i grandi produttori dai microbirrifici.
Il testo del documento chiede di convertire in legge, e dunque adottare, la direttiva comunitaria 92/83/CEE che prevede, all'articolo 4, aliquote di accisa diversificate sulla base delle caratteristiche del birrificio: “Gli stati membri possono applicare aliquote ridotte di accisa, le quali possono avere importi diversi secondo la produzione annuale delle birrerie indipendenti… Le aliquote ridotte non sono applicabili alle imprese che producono più di 200.000 ettolitri di birra l'anno… Ai fini dell'applicazione delle aliquote ridotte, si intende per piccola birreria indipendente una birreria che sia legalmente ed economicamente indipendente da qualsiasi birreria, che utilizzi impianti fisicamente distinti da quelli di qualsiasi altra birreria e che non operi sotto licenza”.
Il fenomeno dei micro-birrifici, pur essendo recente, sta diventando molto interessante [...] In netta controtendenza rispetto alla crisi dei consumi, da 335 che erano nel 2010 i micro-birrifici italiani in attività a fine 2014 erano saliti ben oltre quota 800. La produzione, nel 2013, è stata superiore ai 250.000 ettolitri, oltre il 2% del totale nazionale, segnando una crescita anno su anno superiore al 20%. Nella produzione sono impegnati circa 1300 addetti, mentre oltre 4.000 sono gli occupati nell'indotto. L'export è valutato nel 10%. E notevole è anche l'azione trainante sull'agricoltura, con 226.000 ettari circa impegnati in coltivazioni cerealicole destinate alla produzione di birra.